# Хаято
Хаято (яп. 隼人, «люди-соколы») — исчезнувший народ, населявший в прошлом провинции Осуми и Сацума на юге острова Кюсю в Японии.

## История
Нахождение хаято на Кюсю учёными установлено с периода Ямато до периода Нара включительно. В VIII - IX веках, после подавления восстания, этот народ был покорён японцами и постепенно ассимилирован. В настоящее время дальние потомки хаято проживают в районе города Симидзу, в префектуре Сидзуока. В кагосимском диалекте японского языка проявляется сильное влияние исчезнувшего языка хаято.
Культура хаято существенно отличалась от культуры населения других регионов Японии того времени; в частности, из этой культуры происходит танец хаятомай. Среди археологических находок, связываемых с хаято — деревянные щиты с S-образным знаком. О языке хаято мало что известно, кроме двух слов и нескольких личных имен, на основании которых японские исследователи предполагают, что хаято могли говорить на одном из австронезийских языков (возможно, родственном языку кумасо).